# Maut in Slowenien

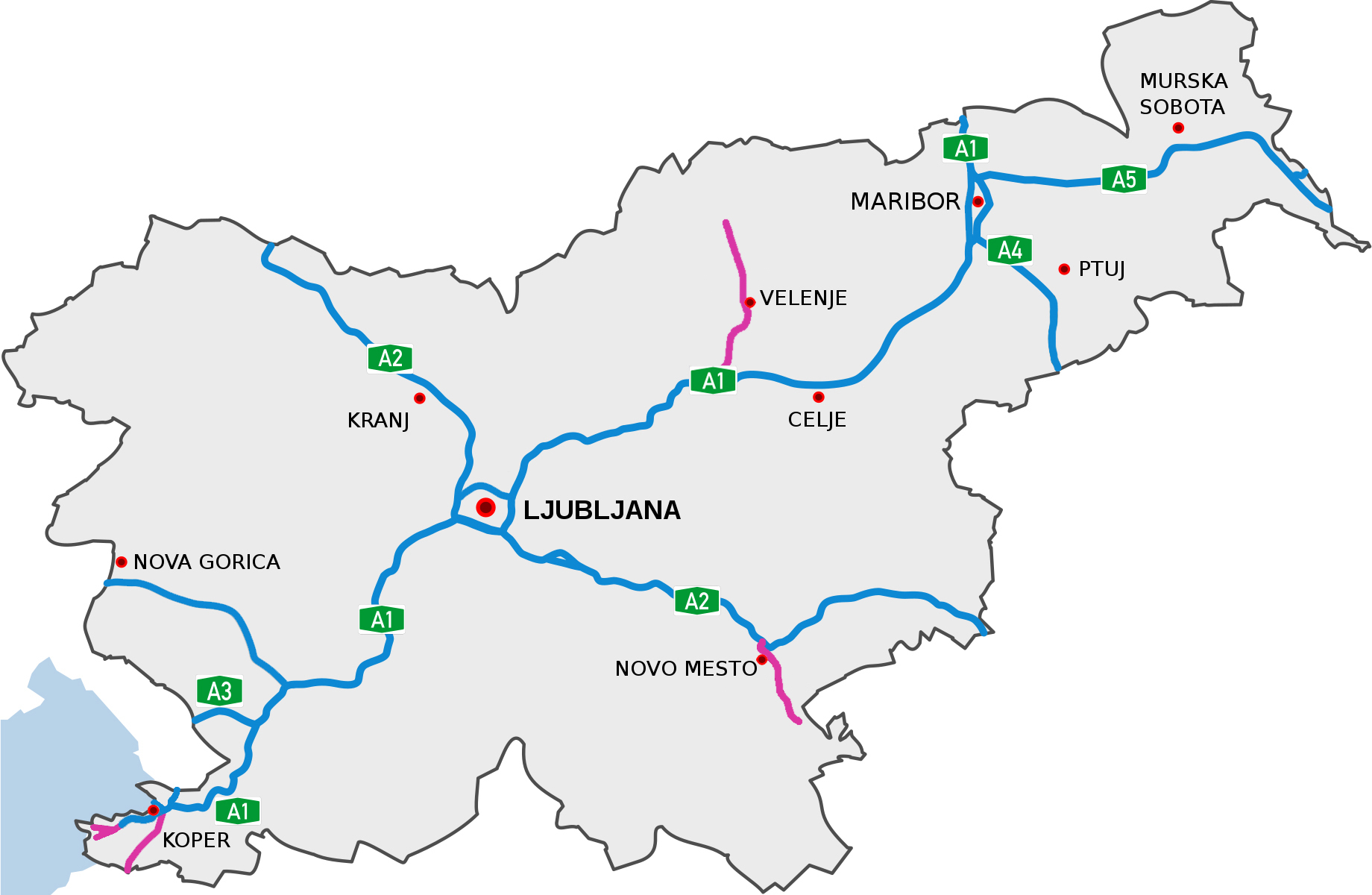
Autobahnen (A) in Slowenien

Auf den Autobahnen in Slowenien gilt Mautpflicht (slowenisch cestnina).

## Kfz bis 3,5 t
An Kraftfahrzeugen bis 3,5 Tonnen muss eine Vignette (slowenisch: vinjeta) angebracht werden.
| Vignettenart     | Motorräder | Zweispurige Kraftfahrzeuge Mautklasse 2 A | Zweispurige Kraftfahrzeuge Mautklasse 2 B |
| ---------------- | ---------- | ----------------------------------------- | ----------------------------------------- |
| eine Woche       | 8,00 EUR   | 16,00 EUR                                 | 32,00 EUR                                 |
| einen Monat      | -.-        | 32,00 EUR                                 | 64,10 EUR                                 |
| ein halbes Jahr  | 32,00 EUR  | -.-                                       | -.-                                       |
| ein Kalenderjahr | 58,70 EUR  | 117,50 EUR                                | 235,00 EUR                                |

## Lkw
Bei Lkw und Fahrzeugen mit dem maximal zugelassenen Gewicht von mehr als 3.500 kg erfolgt seit 1. April 2018 eine streckenbezogene Abrechnung über die „DarsGo unit“ Box.